# Wildwasserrennsport

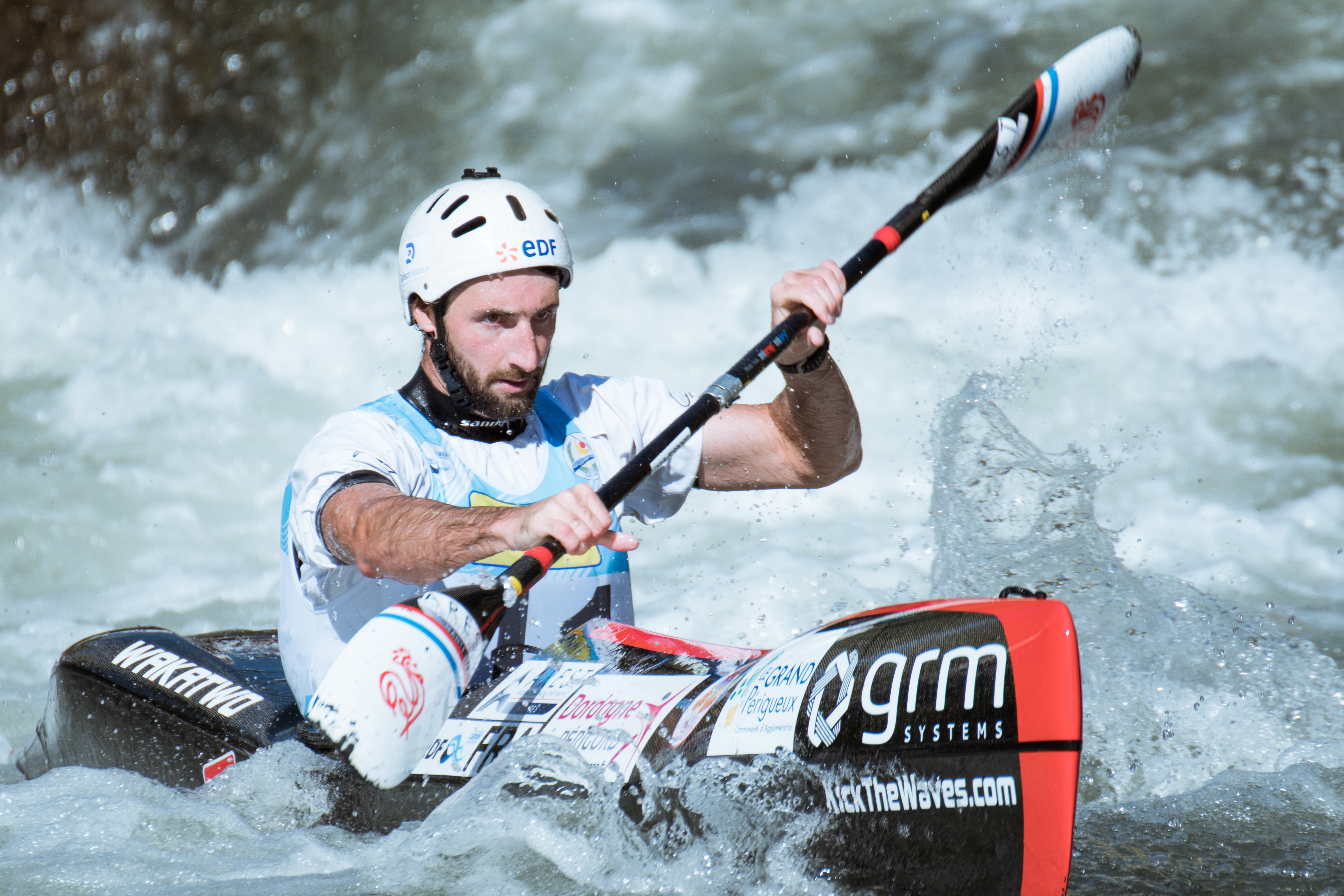
Wildwasser Kayaker (K1H)

Wildwasserrennsport (auch Wildwasser-Abfahrt, Kanu-Abfahrt) ist eine Wettkampfdisziplin des Kanusports. Dabei geht es darum, eine Wildwasserstrecke in kürzester Zeit mit dem Boot zu befahren. Für ein Wildwasserrennen muss das befahrene Gewässer mindestens den Schwierigkeitsgrad III haben.
Ein Boot für den Wildwasserrennsport wird meist einfach als Abfahrtsboot bezeichnet.
Wildwasserrennsport ist zu unterscheiden von der olympischen Kanu-Disziplin Kanuslalom, die umgangssprachlich auch Kanu-Wildwasser genannt wird. Beim Wildwasserrennsport ist die höchste zu erreichende Auszeichnung der Weltmeisterschaftstitel.
Daneben gibt es sogenannte Extrem-Wildwasserrennen, bei denen Strecken bis Wildwasser V und VI befahren werden. Diese werden nicht in Rennbooten, sondern in gewöhnlichen Wildwasserbooten ausgetragen.

## Geschichte
Die erste belegte Wildwasserregatta fand am 16./17. Juli 1921 auf der Isar statt. Es folgten 1922 die erste Enns-Regatta, 1923 die große Salzach-Regatta und 1925 die erste Wildwasserregatta auf der Traun. Erst 1933 entwickelte sich aus den Wildwasserabfahrten und dem 1932 auf einem See in der Schweiz eingeführten Kanu-Slalom, der erste Wildwasser-Slalom am 8. Oktober 1933 auf der Aare am Rupperswiler Wehr (WW III - IV). Nach dem Zweiten Weltkrieg waren es ebenfalls die Schweizer, auf deren Initiative der Kanu-Slalom wieder mit einem ordentlichen Wettkampfsystem eingeführt wurde. Die Wildwasserabfahrt wurde erst auf Initiative des Engländers John Dudderidge beim ICF-Kongress 1954 wieder zur Kenntnis genommen. Beim ICF-Kongress 1955 in Ljubljana wurden die ersten eigenständigen internationalen Wettkampfbestimmungen für Wildwasserabfahrt angenommen. Der gestellte Antrag auf die Durchführung von Weltmeisterschaften wurde jedoch vorerst zurückgestellt. Das steigende Interesse der nationalen Verbände führte schließlich 1958 beim ICF-Kongress in Prag zu dem Beschluss, alle zwei Jahre Wildwasser-Weltmeisterschaften in der gleichen Region der Slalom-Wettkämpfe einzuführen. Die Schweiz sah sich jedoch nicht in Lage so kurzfristig diese zusätzliche Veranstaltung zu den Slalom-Weltmeisterschaften 1959 in Genf auszutragen, so dass die Franzosen die ersten Wildwasser-Weltmeisterschaften 1959 in Treignac auf der Vézère durchführten. 1963 wurden Mannschaftswettbewerbe eingeführt und neben den Faltbootklassen, das erste Mal auch Titel im RI, aus Kunststoff gefertigten Kajaks, vergeben. 1965 entfielen die Faltbootklassen aus dem Programm.
Bis 1995 fanden die Wildwasser-Weltmeisterschaften, bestehend aus Slalom- und Abfahrtswettkämpfen, in einem Land statt. 1996 wechselten die Weltmeisterschaften in der Wildwasserabfahrt auf einen Zweijahresrhythmus in den geraden Jahren, während Slalom, 1992 ins olympische Programm aufgenommen, vorerst noch im Zweijahresrhythmus in den ungeraden Jahren verblieb.
Bei den Weltmeisterschaften 2002 wurden zum ersten Mal Titel im Wildwasser-Sprint vergeben. 2008 kamen die Mannschaftswettbewerbe im Sprint dazu. 2011 wurden zum ersten Mal Weltmeisterschaften nur für den Sprint auf dem Augsburger Eiskanal ausgetragen.

## Disziplinen

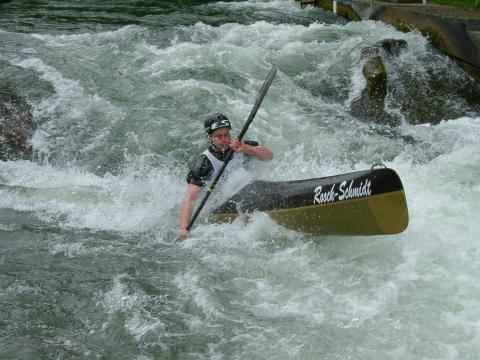
Wildwassersprint 2003 in Augsburg

Im Wildwasserrennsport unterscheidet man Sprint- und Mittelstrecken-Wettkämpfe. Da Abfahrtsrennen zu Beginn als Langstreckenrennen ausgetragen wurden, wird die längere Mittelstrecke als Classic bezeichnet.
Die Streckenlänge liegt bei der klassischen Wildwasserabfahrt bei 4–8 km. Dies entspricht je nach Strömungsgeschwindigkeit Fahrzeiten von 12 bis 20 Minuten.
Seit Anfang der 1990er Jahre gibt es neben der klassischen Renndistanz, genannt Classic, den so genannten Wildwassersprint. Der Sprint wird auf einer 200–600 m langen Wildwasserstrecke in zwei Läufen gefahren, die beste Laufzeit zählt. Auf großen Wettkämpfen wird der Sieger dann in einem Finale der besten 10 – 15 Sportler (je nach Kategorie) in einem einzigen Lauf ermittelt. Pro Lauf benötigen die Sportler 45–90 Sekunden, abhängig von oben genannten Faktoren.
Über beide Strecken werden Einzel- und Mannschaftswettkämpfe ausgetragen. Eine Mannschaft besteht aus drei Booten der gleichen Bootsklasse, die gleichzeitig die Strecke befahren. Die Fahrzeit wird gemessen vom Start des ersten bis zur Zielankunft des letzten Bootes.
Alle drei gestarteten Boote müssen innerhalb von zehn Sekunden die Ziellinie durchfahren haben.

## Bootsklassen

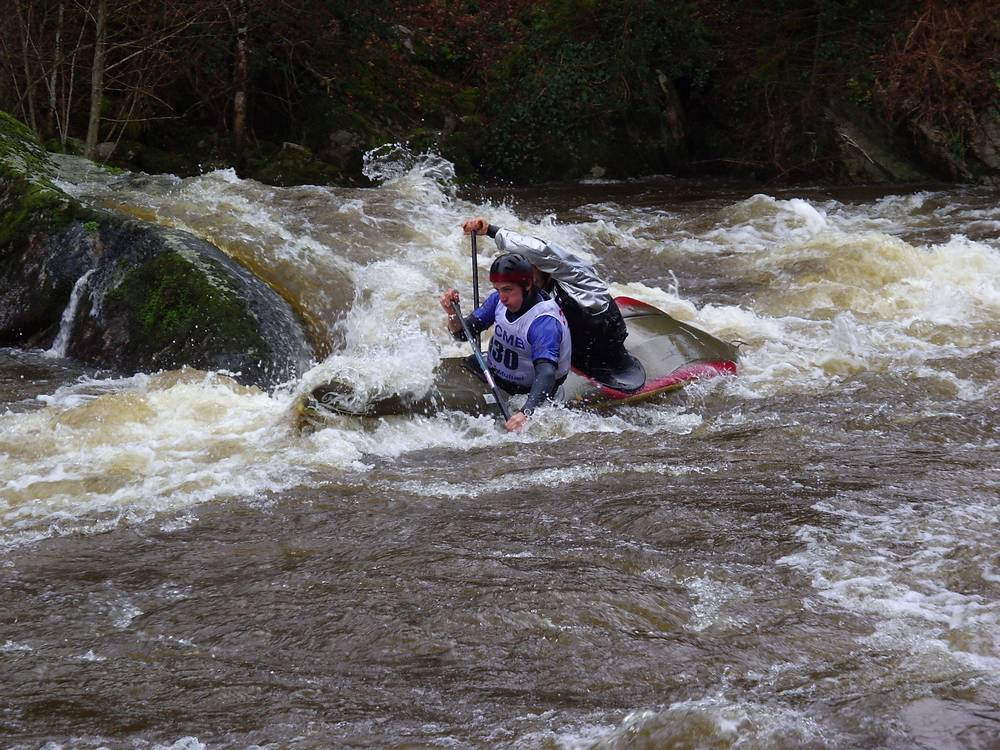
Zweier-Canadier in Aktion

Wildwasserrennsport wird in Einer-Kajaks (K1, KI) und Einer- (C1, CI) und Zweier-Canadiern (C2, CII) betrieben. Wie in allen Kanuwettkämpfen war es Frauen lange verwehrt, im Canadier zu starten. Offizielle Begründung war, dass Frauen durch Canadierfahren körperliche Schäden davontragen würden. Einzige Ausnahme dieses Verbots war bis 1981 der Mixed-Canadier. Seit 2010 sind die Canadierklassen für Frauen freigegeben.
Daraus ergibt sich:
- Herren Einer-Kajak (K1H)
- Damen Einer-Kajak (K1D)
- Herren Einer-Canadier (C1H)
- Damen Einer-Canadier (C1D)
- Herren Zweier-Canadier (C2H)
- Damen Zweier-Canadier (C2D)
- Mixed Zweier-Canadier (C2M) (seit 1982 nur noch auf nationaler Ebene)

Laut Wettkampfbestimmung (WB) müssen die Boote bestimmten Kriterien entsprechen.
| Bootstyp | max. Länge [cm] | mind. Breite [cm] | mind. Gewicht [kg] | Auftriebskörper vorne/hinten [l] |
| -------- | --------------- | ----------------- | ------------------ | -------------------------------- |
| K1       | 450             | 60                | 10                 | 30 / 50                          |
| C1       | 430             | 70                | 11                 | 40 / 50                          |
| C2       | 500             | 80                | 17                 | 60 / 60                          |

Die Boote dürfen keine Steuereinrichtung besitzen und nur eine Kiellinie, ein Heck und einen Bug haben.
Zur Saison 2013 ist das mind. Gewicht um je 1 kg reduziert worden.

## Altersklassen
Im Wildwasserrennsport gibt es Wettkämpfen in folgenden Altersklassen:
- Schüler C: 7–9 Jahre
- Schüler B: 10–12 Jahre
- Schüler A: 13/14 Jahre
- Jugend: 15/16 Jahre
- Junioren: 17/18 Jahre
- Leistungsklasse: ab 19 Jahre
  - U23: bis 23 Jahre
- Senioren A: 32–39 Jahre
- Senioren B: 40–49 Jahre
- Senioren C: 50–59 Jahre
- Senioren D: ab 60 Jahre

Ein Sportler gehört ab dem Beginn eines Jahres zu einer Altersklasse, in dem der Sportler das angegebene Alter erreicht, und nicht erst ab seinem Geburtstag.
International gibt es seit 2015 noch eine U23-Altersklasse.

## Wettkämpfe

### International

#### Weltmeisterschaften
Seit 1959 werden im Wildwasserrennsport Weltmeisterschaften im 2-Jahres-Rhythmus ausgetragen. 1963 wurden Mannschaftswettbewerbe eingeführt.
Seit 1996 finden die Weltmeisterschaften in Jahren mit gerader Jahreszahl statt. Bei den Weltmeisterschaften 2002 wurden zum ersten Mal Titel im Sprint vergeben. 2008 kamen die Mannschaftswettbewerbe im Sprint dazu. 2011 wurden zum ersten Mal Weltmeisterschaften nur für den Sprint auf dem Augsburger Eiskanal ausgetragen.
| Jahr | Fluss             | Ort                    | Land                            |
| 1959 | Vézère            | Treignac               | Frankreich                      |
| 1961 | Rote Weißeritz    | Hainsberg              | Deutsche Demokratische Republik |
| 1963 | Lieser            | Spittal an der Drau    | Österreich                      |
| 1965 | Lieser            | Spittal                | Österreich                      |
| 1967 | Elbe              | Špindlerův Mlýn        | Tschechoslowakei                |
| 1969 | Isère             | Bourg-Saint-Maurice    | Frankreich                      |
| 1971 | Passer            | Meran                  | Italien                         |
| 1973 | Muota             | Muotathal              | Schweiz                         |
| 1975 | Vardar            | Skopje                 | Jugoslawien                     |
| 1977 | Lieser            | Spittal                | Österreich                      |
| 1979 | Métabetchouan     | Desbiens               | Kanada                          |
| 1981 | Tryweryn          | Bala                   | Vereinigtes Königreich          |
| 1983 | Passer            | Meran                  | Italien                         |
| 1985 | Loisach           | Garmisch               | BR Deutschland                  |
| 1987 | Isère             | Bourg St.Maurice       | Frankreich                      |
| 1989 | Savage River      | Bloomington            | Vereinigte Staaten              |
| 1991 | Soča              | Bovec                  | Jugoslawien                     |
| 1993 | Noce              | Mezzana                | Italien                         |
| 1995 | Tryweryn          | Bala                   | Vereinigtes Königreich          |
| 1996 | Sanna             | Landeck (Tirol)        | Österreich                      |
| 1998 | Loisach           | Garmisch               | Deutschland                     |
| 2000 | Vézère            | Treignac               | Frankreich                      |
| 2002 | Sesia             | Valsesia               | Italien                         |
| 2004 | Loisach           | Garmisch-Partenkirchen | Deutschland                     |
| 2006 | Teplá             | Karlovy Vary           | Tschechien                      |
| 2008 | Dora Baltea       | Ivrea                  | Italien                         |
| 2010 | Noguera Pallaresa | Sort                   | Spanien                         |
| 2012 | Isère             | La Plagne              | Frankreich                      |
| 2014 | Adda              | Sondrio                | Italien                         |
| 2016 | Vrbas             | Banja Luka             | Bosnien und Herzegowina         |
| 2018 | Muota             | Muotathal              | Schweiz                         |
| 2020 | Nantahala River   | Bryson City            | Vereinigte Staaten              |
| 2022 | Vézère            | Treignac               | Frankreich                      |

Ab 2015 werden in allen Bootsklassen (K1, C1, C2) für Frauen und Männer jeweils in Sprint und Classic in Einzel- und Mannschaftswettbewerben Titel vergeben.
Seit 2011 werden in jedem ungeraden Jahr zusätzlich Weltmeisterschaften im Sprint ausgetragen. Damit werden die Sprinttitel nun jedes Jahr vergeben.
| Jahr | Fluss                          | Ort             | Land        |
| 2011 | Lech/Eiskanal                  | Augsburg        | Deutschland |
| 2013 | Soča                           | Solkan          | Slowenien   |
| 2015 | Wildwasserarena Donauinsel     | Wien            | Österreich  |
| 2017 | Stade d’eaux vive Pau-Pyrénées | Pau             | Frankreich  |
| 2019 | Olympic Parc, Segre            | La Seu d’Urgell | Spanien     |
| 2021 | Wassersportzentrum, Donau      | Bratislava      | Slowakei    |
| 2023 | Lech/Eiskanal                  | Augsburg        | Deutschland |

#### Wildwasser-Europacup
1974 wurden in der Wildwasserabfahrt und im Kanuslalom (seit 1972 olympische Disziplin) erstmals der Europa-Cup (EC) ausgetragen. Es war ein revolutionärer Schritt, und ein internationales bzw. europäisches Sportereignis im Kanusport (WW-Sport).
Der Wildwasser-Europa-Cup im Kanuslalom und der WW-Abfahrt wurde von 1974 bis 1988 im Zwei-Jahres Rhythmus ausgetragen. Die ersten Gesamtsieger im WW-Europacup (Abfahrt/Regatta) 1974 waren Jean Pierre Burny (Belgien, K1 Herren), Gisela Grothaus (BRD, K1 Damen), Roock/Schmidt (BRD, C2 Herren), Bernd Heinemann (BRD, C1 Herren), Ritter/Ritter (BRD, Mixed C2). 1988 war dieser Bewerb letztmals im Wettkampfprogramm.
Ab dem Jahr 2015 wurde wieder ein WW-Europa-Cup ausgetragen, den Anfang machte ein WW-Sprint in Augsburg. Wettkampfstrecke war der Eiskanal bzw. die künstlich angelegte Wettkampfstrecke für den 1972 erstmals bei Olympischen Spielen ausgetragenen Kanuslalom.

#### Europameisterschaften
Seit 1997 finden alle 2 Jahre Europameisterschaften statt. Der Sprint wurde bei Europameisterschaften schon 2001, also ein Jahr bevor er bei den Weltmeisterschaften stattfand, eingeführt, genauso der Mannschaftssprint, der 2007 bei Europameisterschaften eingeführt wurde.
| Jahr | Fluss         | Ort             | Land                    |
| 1997 | Isère         | La Plagne       | Frankreich              |
| 1999 | Soča          | Kobarid         | Slowenien               |
| 2001 | Sesia         | Valsesia        | Italien                 |
| 2003 | Teplá         | Karlovy Vary    | Tschechien              |
| 2005 | Chalaux       | Chalaux         | Frankreich              |
| 2007 | Una           | Bihać           | Bosnien und Herzegowina |
| 2009 | Adda          | Sondrio         | Italien                 |
| 2011 | Ibar          | Kraljevo        | Serbien                 |
| 2013 | Soča          | Trnovo          | Slowenien               |
| 2015 | Vrbas (Fluss) | Banja Luka      | Bosnien und Herzegowina |
| 2017 | Vardar        | Skopje          | Nordmazedonien          |
| 2019 | Soča          | Kobarid & Bovec | Slowenien               |
| 2021 | Esla          | Sabero, León    | Spanien                 |
| 2023 | Treska        | Skopje          | Nordmazedonien          |

Alternierend finden Welt- und Europameisterschaften der Juniorenklasse statt, seit 2015 gemeinsam mit der U23-Altersklasse.
Darüber hinaus gibt es seit 1989 eine jährliche Weltcupserie. Seit der Saison 2012 wurde die Anzahl der Weltcupwettkämpfe von je 3 auf jeweils 2 Sprint- und 2 Classic-Wettkämpfe reduziert. Zuvor gab es einen Europacup von 1974 bis 1988, welcher im Zwei-Jahres-Rhythmus ausgetragen wurde. Seit dem Jahr 2015 wird wieder ein Europacup gefahren – den Anfang machte ein Sprint in Augsburg.

### Deutschland
In Deutschland finden jährlich Deutsche Meisterschaften in allen Disziplinen, Boots- und Altersklassen statt.
Als Qualifikationskriterium für internationale Wettbewerbe dienen Qualifikationsrennen und die Wildwasserrennsportrangliste. Bei 4 Wettkämpfen im Jahr können die Sportler Punkte sammeln. Der Sieger erhält 300 Punkte, die Punkte der geschlagenen Sportler errechnen sich aus den Fahrzeiten. Somit spiegelt die Rangliste die Leistung über den Zeitraum der letzten Ranglistenrennen wider.
Zwischen 2000 und 2012 gab es im Wildwasserrennsport einen Deutschlandcup.
Seit 2010 wird ein ähnliches Konzept zur Nachwuchsförderung unter dem Namen Schülercup angewendet.